# Ireneusz Cieślak
Ireneusz Cieślak (ur. 12 lutego 1932 w Szamotułach, zm. 2 listopada 2017 w Poznaniu) – polski pilot balonowy i szybowcowy, zwycięzca Puchar Gordona Bennetta w 1983 (razem ze Stefanem Makné).

## Życiorys
Był członkiem Aeroklubu Poznańskiego od 1950. W 1957 ukończył studia na Wydziale Budowy Maszyn Politechniki Poznańskiej, następnie od 1958 do 1993 pracował w Spółdzielczym Biurze Projektowym w Poznaniu.
W 1976 wystartował w I mistrzostwach świata balonów gazowych, zajmując z Franciszkiem Gralewiczem 8 miejsce. W 1980 w kolejnej edycji tej imprezy był 10 (razem ze Stefanem Makné). W 1979 w zespole ze Stefanem Makné zajął w mistrzostwach świata balonów na ogrzane powietrze 20 miejsce, a w 1980 razem z Eugeniuszem Olszańskim był 6 w mistrzostwach Europy balonów na ogrzane powietrze.
Jego największym sukcesem sportowym było zwycięstwo w pierwszej po II wojnie światowej edycji Pucharu Gordona Bennetta w 1983 w załodze tworzonej ze Stefanem Makné. Polski duet w balonie SP-BZO Polonez wystartował 28 czerwca 1983 z Paryża i po 36 godzinach i 26 minutach wylądował w niemieckiej wsi Offenstetten, osiągając dystans 690 km. Sukces ten przyniósł im także 8 miejsce w Plebiscycie Przeglądu Sportowego na najlepszego sportowca Polski w 1983.
W kolejnych edycjach Pucharu Gordona Bennetta reprezentował Polskę z innymi partnerami i zajmował kolejno 4 m. w 1984 (z Waldemarem Ozgą), 5 m. w 1985 z Jerzym Czerniawskim i 9 m. w 1988 (z Waldemarem Ozgą).
Był również instruktorem sportu balonowego. Pochowany na cmentarzu Junikowo w Poznaniu.